# Banatski Bugari
Banatski Bugari (Palćene ili Banátsći balgare, mađ.: Bánsági, ili Bánáti bolgárok, bug.: банатски българи, rum.: Bulgari bănăţeni) su jedna etnička grupa Bugarskog naroda u Rumunjskoj i Srbiji, koja živi u Banatu. Ukupno oko 15.000 Banatskih Bugara živi na svijetu, iako je službeno popisano 8.126 Bugara (1.658 u Srbiji, 6.468 u Rumunjskoj).
Banatski Bugari su isključivo katolici, točnije pavlićani. Njihov jezik upotrebljava latinično pismo, istovjetno hrvatskoj latinici.